# 長野県道184号諏訪大社春宮線

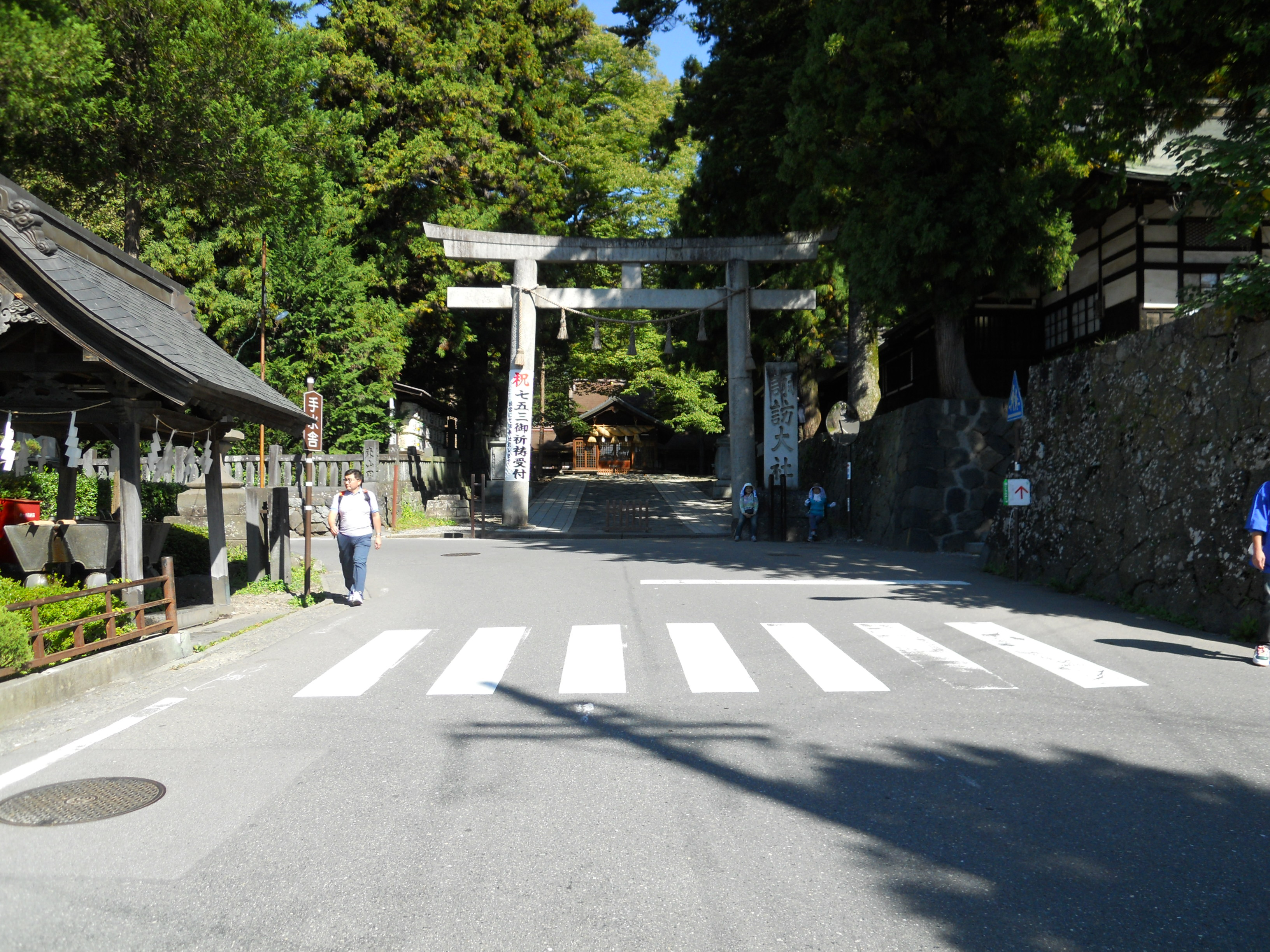
諏訪大社下社春宮

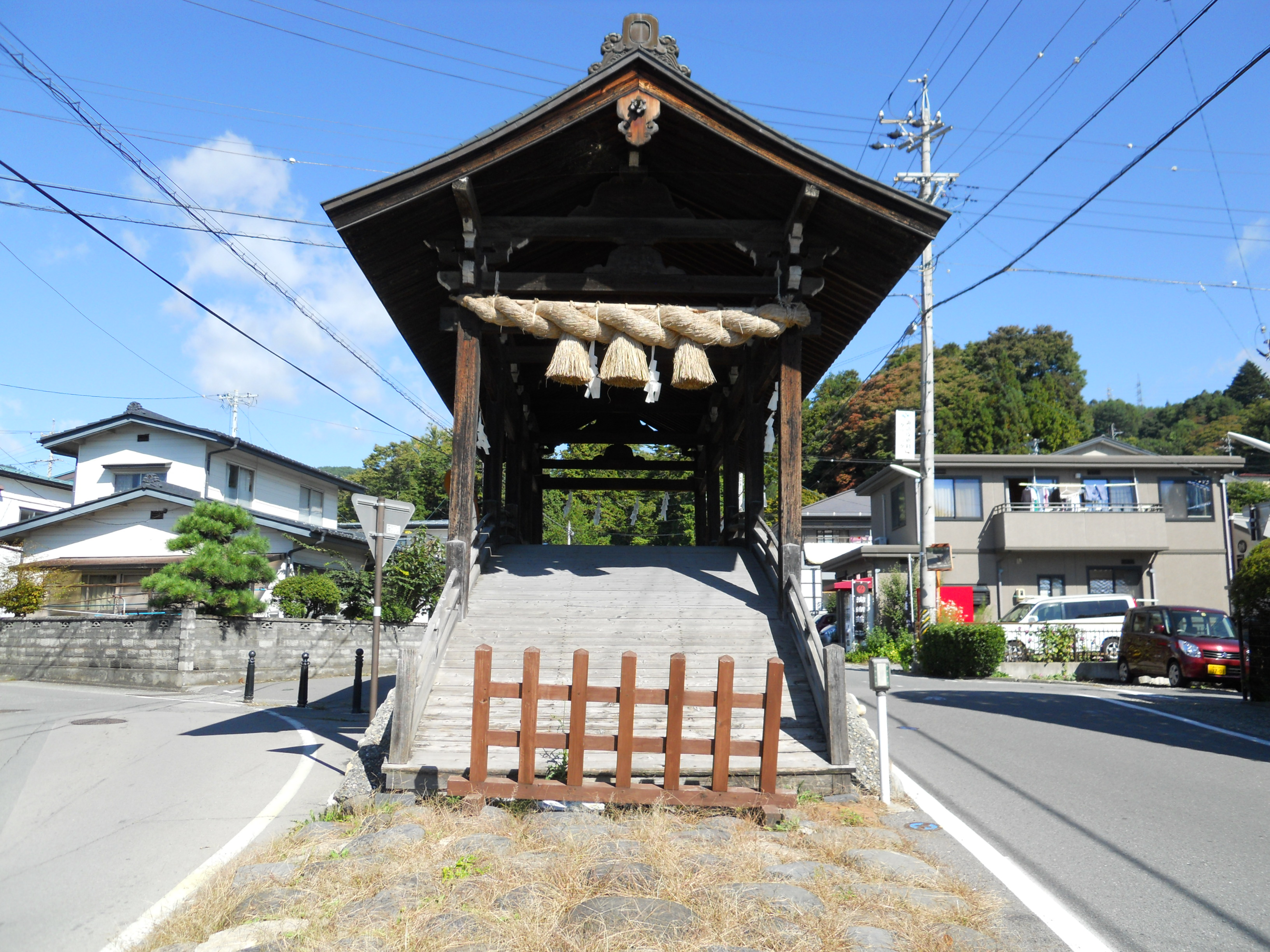
下馬橋

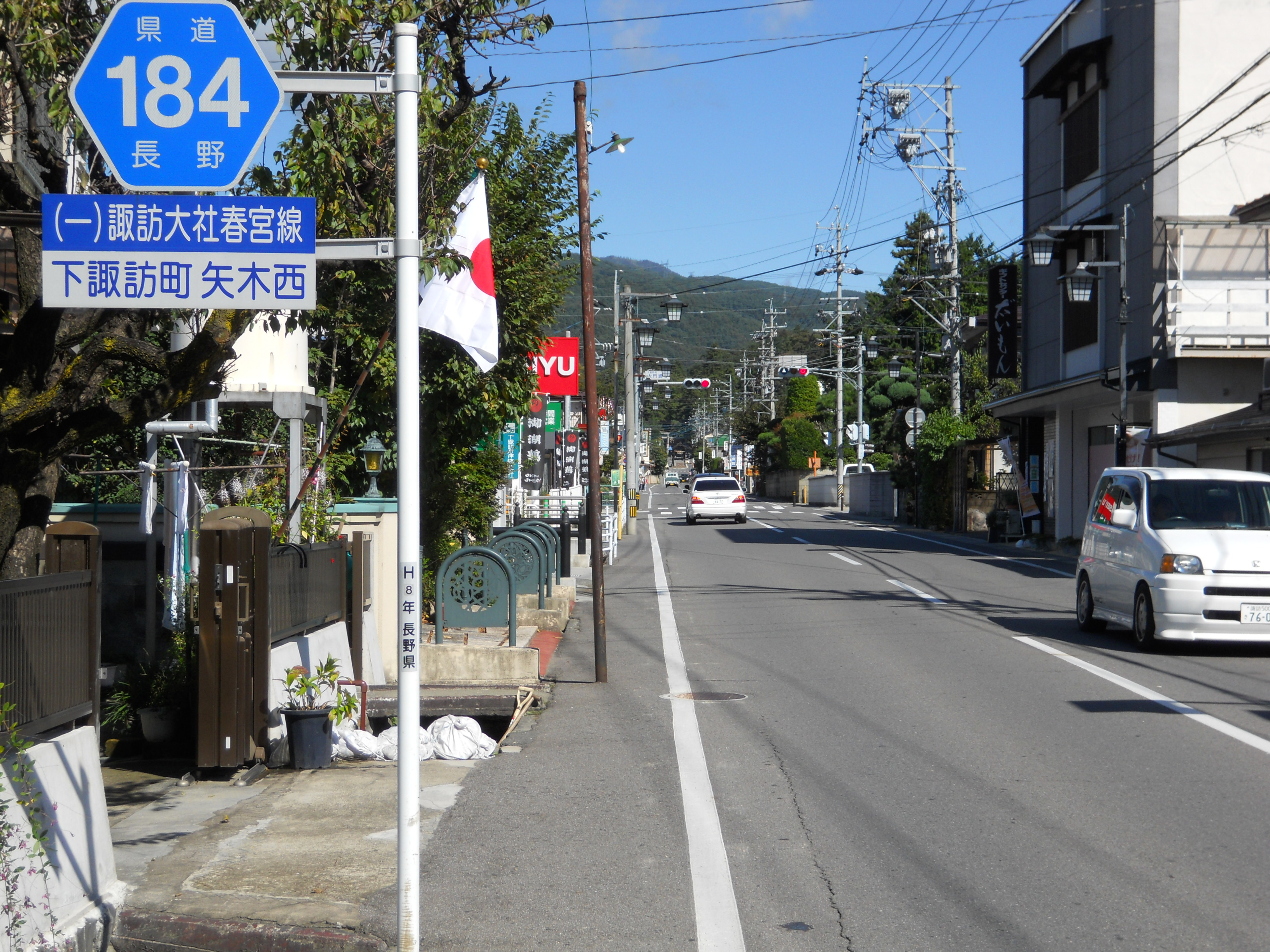
春宮大門交差点付近

長野県道184号諏訪大社春宮線（ながのけんどう184ごう すわたいしゃはるみやせん）は、長野県諏訪郡下諏訪町の諏訪大社下社春宮と国道20号を結ぶ県道である。

## 概要

### 路線データ
- 起点 : 諏訪郡下諏訪町字東下馬脇（諏訪大社下社春宮）
- 終点 : 諏訪郡下諏訪町字矢木東（春宮大門交差点、国道20号交点）

## 接続道路
- 国道20号 (春宮大門交差点)
- 長野県道185号岡谷下諏訪線 (同上)

## 注意点
道路の中央に下馬橋があるため、その東側を通行するようになっている。また、春宮大門交差点に諏訪大社の鳥居があるため、その部分が狭くなっている。